# AWA World Tag Team Championship
L'AWA World Tag Team Championship (que l'on peut traduire par championnat du monde par équipes de l'AWA) est un championnat de catch (lutte professionnelle) par équipes utilisé par l'American Wrestling Association (AWA).
Il est créé en août 1960 et c'est Tiny Mills et Stan Kowalski, les derniers champions du monde par équipes de la National Wrestling Alliance (version Minnesota) qui sont désignés comme étant les premiers champions du monde par équipes de l'AWA.
De sa création jusqu'à la fermeture de l'AWA en 1991, 46 équipes ont détenu ce titre pour 58 règnes.

## Histoire de ce championnat de catch
Au début des années 1960, Verne Gagne et Wally Karbo s'associent pour racheter le Minneapolis Boxing & Wrestling Club, un des territoires de la National Wrestling Alliance (NWA) couvrant le Minnesota. Ils changent le nom de cette fédération pour celui d'American Wrestling Association (AWA). Gagne décide de remettre les ceintures de champions du monde par équipes de l'AWA à Tiny Mills et Stan Kowalski, les derniers champions du monde par équipes de la NWA (version Minnesota).
Le 19 juillet 1961, Hard Boiled Haggerty et Gene Kiniski battent Wilbur Snyder (en) et Leo Nomellini (en) pour être une seconde fois ensemble champion du monde par équipes de la AWA. Ce jour-là, Kiniski devient le premier catcheur à détenir en même temps le championnat du monde poids lourd, le championnat du monde par équipes et le championnat poids lourd des États-Unis de l'AWA.
Ce titre est vacant une première fois à la suite d'une blessure d'Otto Von Krupp (en) en janvier 1962, cela ne dure que quelques jours ou semaines,.
Après cela, le titre ne change plus à la suite de blessures ou d'absence d'un des champions y compris quand Hercules Cortez meurt dans un accident de la route le 23 juillet 1971.
| #  | Champions                                                          | Règne | Date              | Durée                    | Lieu                          | Notes | Réf    |
| -- | ------------------------------------------------------------------ | ----- | ----------------- | ------------------------ | ----------------------------- | --- | ------ |
| 1  | Tiny Mills et Stan Kowalski                                        | 1     | août 1960         | NC                       | NC                            | On leur remet ce titre car ils sont les derniers champions du monde par équipes de la NWA (version Minnesota)                               | [ 2 ]  |
| 2  | Hard Boiled Haggerty et Lenny Montana                              | 1     | 4 octobre 1960    | 5 mois et 14 jours       | Minneapolis (Minnesota)       | | [ 4 ]  |
| 3  | Hard Boiled Haggerty (2) et Gene Kiniski                           | 1     | 18 mars 1961      | 2 mois et 5 jours        | Saint Paul (Minnesota)        | Montana sa casse la jambe au cours d'un combat face à Verne Gagne. Haggerty choisit Kiniski comme nouvel équipier.                          | [ 2 ]  |
| 4  | Wilbur Snyder (en) et Leo Nomellini (en)                           | 1     | 23 mai 1961       | 1 mois et 26 jours       | Minneapolis (Minnesota)       | | [ 5 ]  |
| 5  | Hard Boiled Haggerty (3) et Gene Kiniski (2)                       | 2     | 19 juillet 1961   | 1 mois et 7 jours        | Saint Paul (Minnesota)        | | [ 3 ]  |
| 6  | Hard Boiled Haggerty (4) et Bob Geigel                             | 1     | 26 août 1961      | 2 mois et 21 jours       | Saint Paul (Minnesota)        | Haggerty intervient dans un match en cage opposant Kiniski à Verne Gagne. À la suite de cela, Haggerty change d'équipier et choisit Geigel. | [ 2 ]  |
| 7  | Dale Lewis et Pat Kennedy                                          | 1     | 16 novembre 1961  | 7 jours                  | Rochester (Minnesota)         | | [ 6 ]  |
| 8  | Bob Geigel (2) et Otto Von Krupp (en)                              | 1     | 23 novembre 1961  | NC                       | Rochester (Minnesota)         | | [ 7 ]  |
| -  | Vacant                                                             | 1     | janvier 1962      | NC                       | NC                            | À la suite d'une blessure de Von Krupp. | [ 2 ]  |
| 9  | Larry Hennig et Duke Hoffman                                       | 1     | 15 janvier 1962   | 29 jours                 | Saint Paul (Minnesota)        | Ils battent Ivan et Nikita Kalmikoff en finale d'un tournoi.                                                                                | [ 8 ]  |
| 10 | Bob Geigel (2) et Stan Kowalski                                    | 1     | 13 février 1962   | NC                       | Minneapolis (Minnesota)       | | [ 2 ]  |
| 11 | Art et Stan Neilson                                                | 1     | avril 1962        | NC                       | Cincinnati (Ohio)             | | [ 2 ]  |
| 12 | Mr High et Mr Low                                                  | 1     | 16 décembre 1962  | 16 jours                 | Saint Paul (Minnesota)        | | [ 9 ]  |
| 13 | Ivan et Karol Kalmikoff                                            | 1     | 1er janvier 1963  | 7 mois et 19 jours       | Minneapolis (Minnesota)       | | [ 10 ] |
| 14 | Dick the Bruiser (en) et The Crusher (en)                          | 1     | 20 août 1963      | 5 mois et 20 jours       | Minneapolis (Minnesota)       | | [ 11 ] |
| 15 | Verne Gagne et Moose Evans                                         | 1     | 9 février 1964    | 14 jours                 | Minneapolis (Minnesota)       | | [ 12 ] |
| 16 | Dick the Bruiser et The Crusher                                    | 2     | 23 février 1964   | 11 mois et 8 jours       | Saint Paul (Minnesota)        | | [ 13 ] |
| 17 | Larry Hennig (2) et Harley Race                                    | 1     | 31 janvier 1965   | 5 mois et 23 jours       | Minneapolis (Minnesota)       | Dans un match au meilleur des trois tombés.                                                                                                 | [ 14 ] |
| 18 | The Crusher (3) et Verne Gagne (2)                                 | 1     | 24 juillet 1965   | 14 jours                 | Minneapolis (Minnesota)       | | [ 15 ] |
| 19 | Larry Hennig (3) et Harley Race (2)                                | 2     | 7 août 1965       | 9 mois et 21 jours       | Minneapolis (Minnesota)       | | [ 16 ] |
| 20 | Dick the Bruiser et The Crusher (4)                                | 3     | 28 mai 1966       | 7 mois et 9 jours        | Minneapolis (Minnesota)       | Dans un match au meilleur des trois tombés.                                                                                                 | [ 17 ] |
| 21 | Larry Hennig (4) et Harley Race (3)                                | 3     | 6 janvier 1967    | 9 mois et 26 jours       | Chicago (Illinois)            | | [ 18 ] |
| 22 | Harley Race (4) et Chris Markoff                                   | 1     | 1er novembre 1967 | 2 jours                  | NC                            | Race change d'équipier à la suite d'une fracture à une jambe de Larry Hennig.                                                               | [ 2 ]  |
| 23 | Pat O'Connor et Wilbur Snyder                                      | 1     | 3 novembre 1967   | 29 jours                 | Chicago (Illinois)            | | [ 19 ] |
| 24 | Mitsu Arakawa et Dr Moto                                           | 1     | 2 décembre 1967   | 1 an et 26 jours         | Chicago (Illinois)            | | [ 2 ]  |
| 25 | Dick the Bruiser et The Crusher (5)                                | 4     | 28 décembre 1968  | 8 mois et 2 jours        | Chicago (Illinois)            | | [ 20 ] |
| 26 | Butcher Vachon et Mad Dog Vachon                                   | 1     | 30 août 1969      | 1 an, 8 mois et 15 jours | Chicago (Illinois)            | | [ 21 ] |
| 27 | Red Bastien et Hercules Cortez                                     | 1     | 15 mai 1971       | NC                       | Milwaukee (Wisconsin)         | | [ 22 ] |
| 28 | Red Bastien et The Crusher (6)                                     | 1     | août 1971         | NC                       | NC                            | Red Bastin change d'équipier à la suite de la mort d'Hercule Cortez dans un accident de voiture le 23 juillet.                              | [ 2 ]  |
| 29 | Nick Bockwinkel et Ray Stevens                                     | 1     | 20 janvier 1972   | 11 mois et 10 jours      | Denver (Colorado)             | | [ 23 ] |
| 30 | Billy Robinson (en) et Verne Gagne (2)                             | 1     | 30 décembre 1972  | 7 jours                  | Minneapolis (Minnesota)       | | [ 24 ] |
| 31 | Nick Bockwinkel et Ray Stevens                                     | 2     | 6 janvier 1973    | 1 an, 6 mois et 15 jours | Saint Paul (Minnesota)        | | [ 18 ] |
| 32 | The Crusher (7) et Wahoo McDaniel (en)                             | 1     | 21 juillet 1974   | 3 mois et 3 jours        | Green Bay (Wisconsin)         | Ils remportent un match sans disqualification arbitré par Verne Gagne.                                                                      | [ 25 ] |
| 33 | Nick Bockwinkel et Ray Stevens                                     | 3     | 24 octobre 1974   | 9 mois et 23 jours       | Winnipeg (Manitoba)           | Ils remportent un match sans disqualification.                                                                                              | [ 26 ] |
| 34 | Dick the Bruiser et The Crusher (8)                                | 5     | 16 août 1975      | 11 mois et 7 jours       | Chicago (Illinois)            | | [ 27 ] |
| 35 | Blackjack Lanza et Bobby Duncum                                    | 1     | 23 juillet 1976   | 11 mois et 14 jours      | Chicago (Illinois)            | | [ 28 ] |
| 36 | Jim Brunzell et Greg Gagne (en)                                    | 1     | 7 juillet 1977    | 1 an, 2 mois et 16 jours | Winnipeg (Manitoba)           | | [ 29 ] |
| 37 | Pat Patterson et Ray Stevens (5)                                   | 1     | 23 septembre 1978 | 8 mois et 14 jours       | NC                            | | [ 2 ]  |
| 38 | Verne Gagne (3) et Mad Dog Vachon (2)                              | 1     | 6 juin 1979       | 1 an, 1 mois et 14 jours | Winnipeg (Manitoba)           | | [ 30 ] |
| 39 | Adrian Adonis et Jesse Ventura                                     | 1     | 20 juillet 1980   | 10 mois et 25 jours      | Denver (Colorado)             | | [ 2 ]  |
| 40 | Jim Brunzell et Greg Gagne                                         | 2     | 14 juin 1981      | 2 ans et 12 jours        | Green Bay (Wisconsin)         | | [ 31 ] |
| 41 | Jerry Blackwell et Ken Patera                                      | 1     | 26 juin 1983      | 10 mois et 10 jours      | Saint Paul (Minnesota)        | | [ 32 ] |
| 42 | The Crusher (9) et Baron Von Raschke                               | 1     | 6 mai 1984        | 3 mois et 19 jours       | Green Bay (Wisconsin)         | | [ 33 ] |
| 43 | The Road Warriors (Road Warrior Animal et Road Warrior Hawk)       | 1     | 25 août 1984      | 1 an, 1 mois et 4 jours  | Las Vegas (Nevada)            | | [ 34 ] |
| 44 | Jimmy Garvin et Steve Regal                                        | 1     | 29 septembre 1985 | 3 mois et 20 jours       | Saint Paul (Minnesota)        | | [ 35 ] |
| 45 | Curt Hennig et Scott Hall                                          | 1     | 18 janvier 1986   | 3 mois et 29 jours       | Albuquerque (Nouveau-Mexique) | | [ 36 ] |
| 46 | Buddy Rose et Doug Somers                                          | 1     | 17 mai 1986       | 8 mois et 10 jours       | Hammond (Indiana)             | | [ 37 ] |
| 47 | The Midnight Rockers (Marty Jannetty et Shawn Michaels)            | 1     | 27 janvier 1987   | 3 mois et 28 jours       | Saint Paul (Minnesota)        | | [ 38 ] |
| 48 | Boris Zhukov et Soldat Ustinov                                     | 1     | 25 mai 1987       | 4 mois et 10 jours       | Lac Tahoe (Nevada)            | | [ 39 ] |
| 49 | Doug Somers et Soldat Ustinov                                      | 1     | 5 octobre 1987    | 7 jours                  | NC                            | Boris Zhukov quitte l'AWA pour rejoindre la World Wrestling Federation.                                                                     | [ 2 ]  |
| 50 | Bill Dundee et Jerry Lawler                                        | 1     | 12 octobre 1987   | 7 jours                  | Memphis (Tennessee)           | | [ 40 ] |
| 51 | Dr D et Hector Guerrero                                            | 1     | 19 octobre 1987   | 7 jours                  | Memphis (Tennessee)           | | [ 2 ]  |
| 52 | Bill Dundee et Jerry Lawler                                        | 2     | 26 octobre 1987   | 4 jours                  | Memphis (Tennessee)           | | [ 41 ] |
| 53 | The Midnight Express (en) (Dennis Condrey (en) et Randy Rose (en)) | 1     | 30 octobre 1987   | 1 mois et 27 jours       | Whitewater (Wisconsin)        | | [ 42 ] |
| 54 | The Midnight Rockers                                               | 2     | 27 décembre 1987  | 2 mois et 21 jours       | Las Vegas (Nevada)            | | [ 43 ] |
| 55 | Pat Tanaka (en) et Paul Diamond                                    | 1     | 19 mars 1988      | 1 an et 6 jours          | Las Vegas (Nevada)            | | [ 44 ] |
| 56 | Brad Rheingans (en) et Ken Patera (2)                              | 1     | 25 mars 1989      | 5 mois et 24 jours       | Rochester (Minnesota)         | | [ 45 ] |
| -  | Vacant                                                             | 2     | 18 septembre 1989 | 13 jours                 | NC                            | À la suite d'une blessure de Patera. | [ 2 ]  |
| 57 | Mike Enos (en) et Wayne Bloom                                      | 1     | 1er octobre 1989  | 10 mois et 10 jours      | Rochester (Minnesota)         | Ils battent Greg Gagne et Paul Diamond en finale d'un tournoi.                                                                              | [ 46 ] |
| 58 | DJ Peterson et The Trooper                                         | 1     | 11 août 1990      | NC                       | Rochester (Minnesota)         | | [ 47 ] |
| -  | Abandonné                                                          | -     | 1991              | NC                       | NC                            | L'American Wrestling Association ferme ses portes.                                                                                          | [ 2 ]  |